# Direitos LGBT na Ásia
Os direitos LGBT na Ásia são tratados de maneiras variadas pelo continente. Dentre os trinta países e territórios da região geográfica da Ásia, doze possuem legislação que criminaliza as relações homossexuais, sendo que em três destes apenas a homossexualidade masculina é alvo de punições e, outro, prevê a pena de morte. Enquanto isso, Taiwan é o lugar que mais dá direitos às pessoas LGBT, já que em 2017 a Suprema Corte do estado decidiu legalizar o casamento igualitário, que entrou em vigor em maio de 2019, tornando-se o primeiro estado do continente a fazê-lo, embora em Taiwan seja legalizado o casamento, essa não é a realidade para o resto do país Chinês, em que todos os outros estados se mantém neutros em relação ao casamento, ou seja, não o reprimem, nem o defendem abertamente.

Direitos LGBT na Ásia:
Casamento entre pessoas do mesmo sexo
Casamento entre pessoas do mesmo sexo reconhecido, mas não realizado
União Civil
Sem reconhecimento
Atividade homossexual ilegal
Sem reconhecimento (casamento homossexual proibido)
Restrições à liberdade de expressão
Punida, mas sem prisão
Prisão
Prisão perpétua
Pena de morte

## Afeganistão
- Pune? Sim.
- Pena máxima: Quinze anos de detenção.
- Pena mínima: Cinco anos de detenção
- União civil? n/a
- Protege de discriminação? Não.
- Observação: Apesar da homossexualidade continuar como ilegal, a pena de morte, imposta pelo regime do Talebã, não mais é utilizada.

## Bangladesh
- Pune? Sim.
- Pena máxima: Dez anos de detenção.
- Pena mínima: Multa.
- União civil? n/a
- Protege de discriminação? Não.

## Brunei
- Pune? Sim.
- Pena: Morte por apedrejamento.[2]
- União civil? Não.
- Protege de discriminação? Não.

## Butão
- Pune? Não.
- União civil? s/d
- Protege de discriminação?  Não.

## Camboja
- Pune? Não.
- União civil? Não.
- Protege de discriminação? Não.
- Observação: O rei anterior, Norodom Sihanouk, propôs a união civil.

## Cazaquistão
- Pune? Não.
- União civil? n/a
- Protege de discriminação? Não.

## China
- Pune? Não.
- União civil? s/d
- Protege de discriminação? Não.
- Observação: As leis relativas a casamentos estão sob revisão. Hong Kong está cogitando leis antidiscriminatórias.

## Coreia do Norte
- Pune? Não.
- União civil? s/d
- Protege de discriminação? Não.
- Observação: Homossexualidade não é tratada de forma negativa no país, já que o assunto é pouco discutido em todo território.

## Coreia do Sul
- Pune? Não.
- União civil? s/d
- Protege de discriminação? Sim.
- Observação:O Artigo 31 do Comitê Nacional dos Direitos Humanos estabelece que "nenhum indivíduo poderá ser discriminado tendo como base a sua orientação sexual. No entanto o governo continua a discriminar as orientações sexuais minoritárias.

## Filipinas
- Pune? Não.
- União civil? s/d
- Protege de discriminação? Em cogitação.
- Observação: Entre julho e agosto de 1997 integrantes do partido comunista local propuseram o casamento homossexual. No entanto, o mesmo foi vetado em 2003.

## Índia
- Pune? Não.
- União civil? n/a
- Protege de discriminação? Não.
- Observação: Em 2013, a suprema corte indiana voltou a criminalizar relações sexuais homo afetivas, sendo que em 2009, esta lei tinha sido suspensa,[3] no dia 6 de setembro de 2018 a Suprema Corte da Índia decidiu definitivamente descriminalizar a homossexualidade no país.

## Indonésia
- Pune? Não.
- União civil? s/d
- Protege de discriminação? Não.
- Observação: Falha, em 2003, uma tentativa de criminalizar a homossexualidade. Em regiões no qual a Sharia é aplicada, a pena é a punição corporal com chicotes.

## Japão
- Pune? Não.
- União civil? n/a
- Protege de discriminação? Sim.
- Observação: AD in Human Rights Act since 2001

## Laos
- Pune? s/d
- União civil? s/d
- Protege de discriminação? Não.
- Observação: A última punição ocorreu em 1992. A legislação local não é muito clara. Mesmo assim, relatórios de agências observadoras indicam que os últimos anos estiveram pouco tensos nesse assunto.

## Macau
- Pune? Não.
- União civil?' Não
- Protege de discriminação? Sim, nos domínios das relações de trabalho (artigo 6°/2 da Lei 7/2008), da protecção de dados pessoais (artigo 7°/1 e 2 da Lei 8/2005) e da provedoria de justiça/ombudsman (artigo 31°-A da 10/2000, depois da alteração efectuada pela Lei 4/2012).

## Malásia
- Pune? Sim.
- Pena máxima: Vinte anos de detenção.
- Pena mínima: Multa.
- União civil? n/a
- Protege de discriminação? Multa.
- Observação: Os governos regionais incentivam com bonificações para que os cidadãos denunciem seus vizinhos.

## Mongólia
- Pune? Não.
- União civil? s/d
- Protege de discriminação? Não.

## Mianmar(Birmânia)
- Pune? Sim.
- Pena máxima: Dez anos de detenção.
- Pena mínima: Multa.
- União civil? s/d
- Protege de discriminação? Não.

## Nepal
- Pune? Não.
- União civil? Sim
- Protege de discriminação? Não.
- Observação: segundo país do continente a legalizar o casamento igualitário.

## Paquistão
- Pune apenas a homossexualidade masculina.
- Pena máxima: Dois anos de detenção.
- Pena mínima: Multa.
- União civil? n/a
- Protege de discriminação? Não.

## Quirguistão
- Pune? Não.
- União civil? s/d
- Protege de discriminação? Não.

## Singapura
- Pune? apenas relações homossexuais em público
- Pena máxima: Dois anos de reclusão.
- Pena mínima: Multa.
- União civil? s/d
- Protege de discriminação? Não.
- Observação:

## Sri Lanka
- Pune? Sim.
- Pena máxima: Dois anos de detenção.
- Pena mínima: Multa.
- União civil? n/a
- Protege de discriminação? Não.

## Taiwan
- Pune? Não.
- União civil? Sim.
- Protege de discriminação? Sim.
- Observação: primeiro país do continente a legalizar o casamento igualitário.

## Tajiquistão
- Pune? Não.
- União civil? s/d
- Protege de discriminação? Não.

## Tailândia
- Pune? Não.
- União civil? Sim
- Protege de discriminação? Não.
- Observação: Desde agosto de 2005 é possível que homossexuais e transgêneros prestem serviços militares, além de ser o terceiro país do continente a legalizar o casamento igualitário.

## Turquemenistão
- Pune? apenas a homossexualidade masculina.
- Pena máxima: Dois anos de detenção.
- Pena mínima: Multa.
- União civil? n/a
- Protege de discriminação? Não.

## Uzbequistão
- Pune? apenas a homossexualidade masculina.
- Pena máxima: Três anos de detenção.
- Pena mínima: Multa.
- União civil? n/a
- Protege de discriminação? Não.
- Observação:

## Vietnã
- Pune? Não.
- União civil? Em 2015 o país removeu a proibição para casamentos homoafetivos.
- Protege de discriminação? Não.